# Raul de Souza

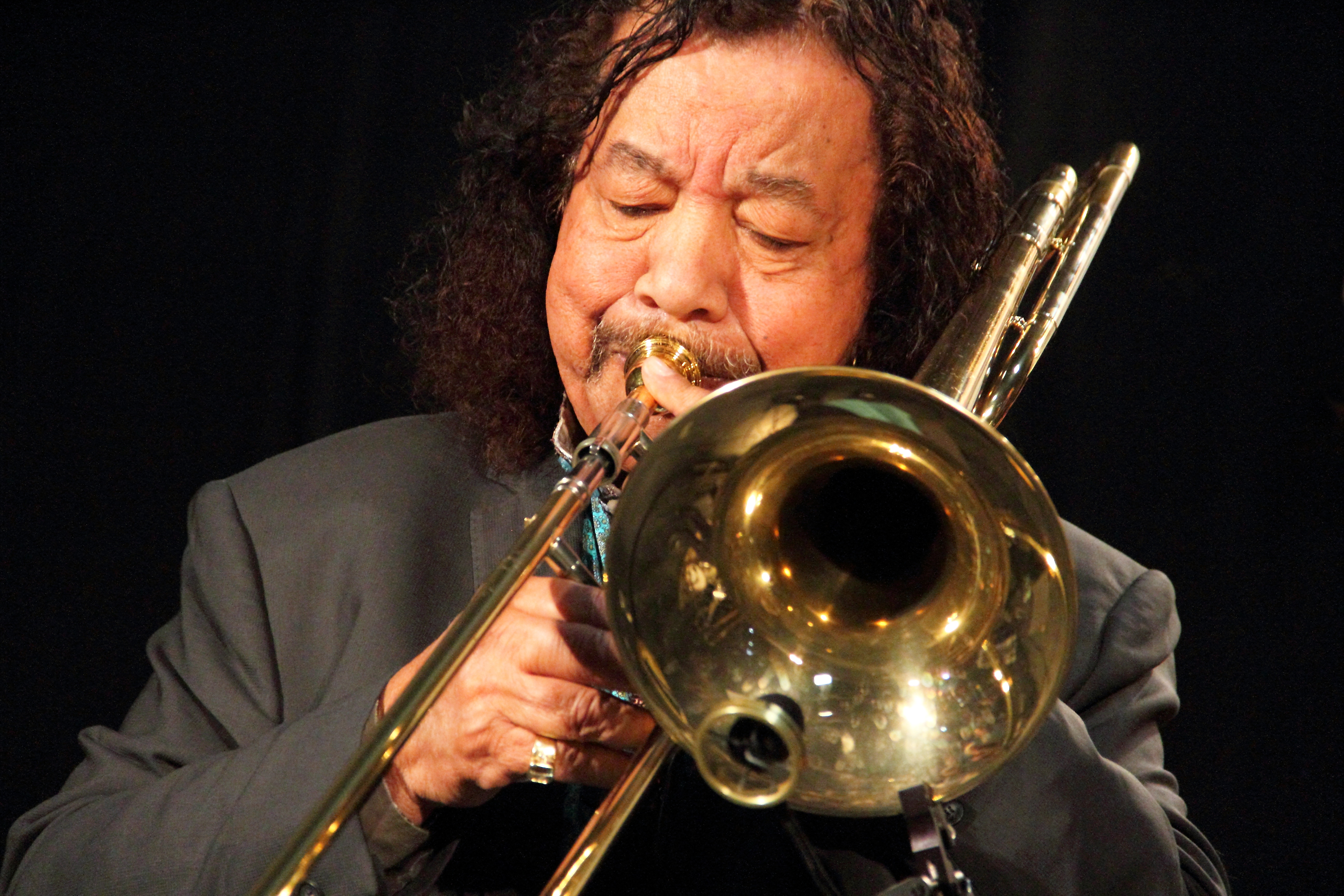
Mit der Raul de Souza Next Generation Band auf dem INNtöne Jazzfestival 2018

Raul de Souza, eigentlich João José Pereira de Souza (* 23. August 1934 in Rio de Janeiro; † 13. Juni 2021 in Paris) war ein brasilianischer Jazzmusiker (Tenor-, Bass- und Ventilposaune) und Bandleader. Mit dem Song Sweet Lucy, der auf seinem gleichnamigen Album veröffentlicht wurde, hatte de Souza Ende der 1970er Jahre einen weltweiten Erfolg.

## Leben

### Jugend in Brasilien
Raul de Souza wuchs in kleinbürgerlichen Verhältnissen in Rio de Janeiro auf. Als Kind spielte er Tamburin in einer presbyterianischen Kirche, in der sein Vater Pfarrer war. Später versuchte er sich im Trompeten-, Tuba-, Flöten- und Tenorsaxophonspiel. Schließlich entschied sich der Teenager für die Posaune. 1950 arbeitete er als Weber in dem Textil-Unternehmen Fábrica Bangú  und spielte Tuba im Fabrik-Orchester. Während seines Wehrdienstes in einem Infanterieregiment der Luftwaffe lernte er den Schlagzeuger Edison Machado (1934–1990) kennen. Nach seiner Entlassung beteiligte sich de Souza an Wettbewerben im Hörfunk und traf auf Virtuosen und Komponisten wie Pixinguinha (1897–1973), Waldir Azevedo (1923–1980) und Altamiro Carrilho (* 1924). Seit etwa 1954 ist er Berufsmusiker. Er spielte u. a. für Carrilhos All-Star Band À Turma da Gafieira und in den Kapellen des Tenorsaxophonisten Zé Bodega (1923–2003) und des Gitarristen Baden Powell de Aquino (1937–2000). Später trat er der brasilianischen Luftwaffenband in Curitiba im südlichen Bundesstaat Paraná bei. Dort lernte er Airto Moreira (* 1941) kennen, mit dem ihn eine lebenslange Freundschaft verbindet, und der damals als Bolero-Sänger in örtlichen Nachtclubs auftrat.

### Bossa Nova-Musiker der 1960er Jahre
Nach fünf Jahren in Curitiba lebte de Souza kurzzeitig in São Paulo und zog dann wieder in seine Heimatstadt Rio de Janeiro zurück. Sein Freund Airto Moreira, mittlerweile Perkussionist, hatte 1965 die Sängerin Flora Purim (* 1942) geheiratet, Tochter eines russischen Geigers und einer brasilianischen Pianistin. Beide führten Raul de Souza Mitte der 1960er Jahre in die musikbeherrschende Bossa Nova-Szene Brasiliens ein. Das Ehepaar Purim/Moreira gehörte zu einer jüngeren Generation brasilianischer Jazzmusiker, die den vom Cool Jazz beeinflussten Bossa Nova der 1950er Jahre zum aggressiveren Samba-Jazz (oder Sambop) weiterentwickelten.
De Souza wurde Mitglied des Hard-Bossa-Ensembles Sexteto Bossa Rio, das der Pianist Sérgio Mendes (1941–2024) gebildet hatte. 1963 war de Souza auf dem erfolgreichen Bossa Rio-Album Você ainda não ouviu nada neben den weiteren Posaunisten Edson Maciel und Hector Costita (* 1934) zu hören. Nach einer Europa-Tournee mit Mendes 1964 wechselte de Souza zur Jazz-Combo Os Catedráticos von Eumir Deodato (* 1943). Bereits im Oktober 1964 war er an Deodatos Langspielplatte Tremendão beteiligt und im selben Jahr unterstützte er Flora Purim, für deren Debütalbum Flora e’ MPM der Schlagzeuger Dom Um Romão (1924–2005) eine Big Band zusammenstellte. Außerdem arbeitete er im Frühjahr 1965 als Studiomusiker für das erste Album von Quarteto em Cy, einem Vokalquartett von vier Schwestern aus El Salvador, und spielte für die Formation O Trio 3D des Pianisten Antonio Adolfos (* 1947)  auf Convida.
Im Januar 1965 veröffentlichte de Souza sein erstes eigenes Album À Vontade Mesmo. Das Sambalanço Trio, das der Pianist César Camargo Mariano im Jahr zuvor mit Airto Moreira am Schlagzeug und Humberto Cláiber (* 1937) am Kontrabass in São Paulo gebildet hatte, stellte sich dem Posaunisten zur Verfügung. Dieser nannte sich auf seinem Erstlingswerk in der portugiesischen Verkleinerungsform Raulzinho. Im Herbst 1965 reiste de Souza nach Paris und spielte u. a. mit Kenny Clarke (1914–1985) in den Jazz-Clubs Blue Note und L’Éléphant Blanc. Nach seiner Rückkehr spielte er für die Band RC7 des Sängers Roberto Carlos (* 1941), gründete 1968 seine eigene Combo Impacto 8, die er nach nur einer LP, International Hot, wieder auflöste und zog 1969 nach Mexiko. Er lebte in Acapulco, als ihn Flora Purim und Airto Moreira  im August 1973 baten, nach Los Angeles zu kommen. Er trat in ihre Band ein, die Vorgruppe bei einer Tournee der Crusaders war. Danach hielt er sich in Boston auf und studierte an der Berklee College of Music.

### Sideman und Bandleader in den 1970er Jahren
1974 folgte er Flora Purim nach Los Angeles, um auf ihrem Milestone-Album  Stories To Tell zu spielen. Der Gründer des Milestone-Labels, Orrin Keepnews, war von der instrumentalen Vorstellung des Blechbläsers so angetan, dass er Moreira im Oktober 1974 erlaubte, für Raul de Souza das Album Colors zu produzieren. Moreira gelang es, ein prominentes Musikerensemble zu versammeln: Neben dem Alt-Saxophonisten Julian Cannonball Adderley (1928–1975), den Trompetern Snooky Young (1919–2011) und Oscar Brashear (1944–2023), den Saxophonisten Sahib Shihab (1925–1989) und Jerome Richardson (1920–2000), dem  Posaunisten und Arrangeur J. J. Johnson (1924–2001), wirkten u. a. der Schlagzeuger Jack DeJohnette (* 1942) und der Bassist Richard Davis (1930–2023) mit. Einige Kritiker betrachten Colors als die größte musikalische Leistung von Raul de Souza.
Er wurde ein begehrter Sideman. Im Jahr 1975 wurde de Souza von dem Vibraphonisten Cal Tjader (1925–1982) für die Schallplatte Amazonas (Fantasy), vom Saxophonisten Azar Lawrence (* 1953) für Summer Soltice (Prestige) und von Sonny Rollins (* 1930) für Nucleus (Milestone) engagiert und 1976 von der Latin Jazz Fusion-Band Caldera um Steve Tavaglione (Saxophon), Carlos Vega (Schlagzeug) und Jorge Strunz (Gitarre) für ihr gleichnamiges Debütwerk.
Im Gegenzug für den entscheidenden Karrierekick unterstützte de Souza Airto Moreira bei dessen Koproduktion mit Herbie Hancock, Identity (Arista, 1975), bei Promises Of The Sun (Arista, 1976) mit dem Komponisten, Gitarristen und Sänger Milton Nascimento (* 1942) und I'm Fine, How are You? (Warner, 1977) mit dem Bassisten Jaco Pastorius (1951–1987) und dem Gitarristen Oscar Castro-Neves (1940–2013). Nachdem Flora Purim anderthalb Jahre wegen Drogenbesitzes im Gefängnis gesessen hatte,  half er ihr bei den Produktionen Encounter (Milestone, 1977), Nothing Will Be As It Was... Tomorrow  (Milestone, 1977), Everyday, Everynight (Warner, 1978) und Carry On (Warner, 1978).
1977 schloss de Souza einen Vertrag mit dem Plattenlabel Capitol ab, für das er die beiden Popjazz/Funk-Alben Sweet Lucy (1977) und  Don 't Ask My Neighbors (1978) herausbrachte, produziert von George Duke. Die Disco-orientierte Platte Til Tomorrow Comes, 1979 produziert von Arthur Wright, wurde jedoch ein Fehlschlag.

### Studiomusiker in den 1980er Jahren
Während der 1980er Jahre ging es künstlerisch bergab. Raul de Souza lebte in São Paulo, trat nur gelegentlich auf und machte unbedeutende Plattenaufnahmen. Aus seiner sporadischen Studioarbeit ragen Produktionen mit dem deutschen Gitarristen Alex Merck (1956–2012) und den Gitarristen Gilberto Gil (* 1942) und Toninho Horta (* 1948) heraus. Anfang der 1990er Jahre arbeitete er u. a. mit den Sängerinnen Maria Bethânia (* 1946), Lisa Ono (* 1962), Salena Jones (* 1938), Leny Andrade (1943–2023), den Sängern Taiguara (* 1945) und Nelson Ângelo (* 1949) sowie dem Komponisten João Donato (1934–2023). Antônio Carlos Jobim verpflichtete ihn 1994 für sein Album Antônio Brasileiro (Globo Columbia), das 1996 für die beste Latin-Jazz-Darbietung mit einem Grammy geehrt wurde.

### Comeback seit den späten 1990er Jahren

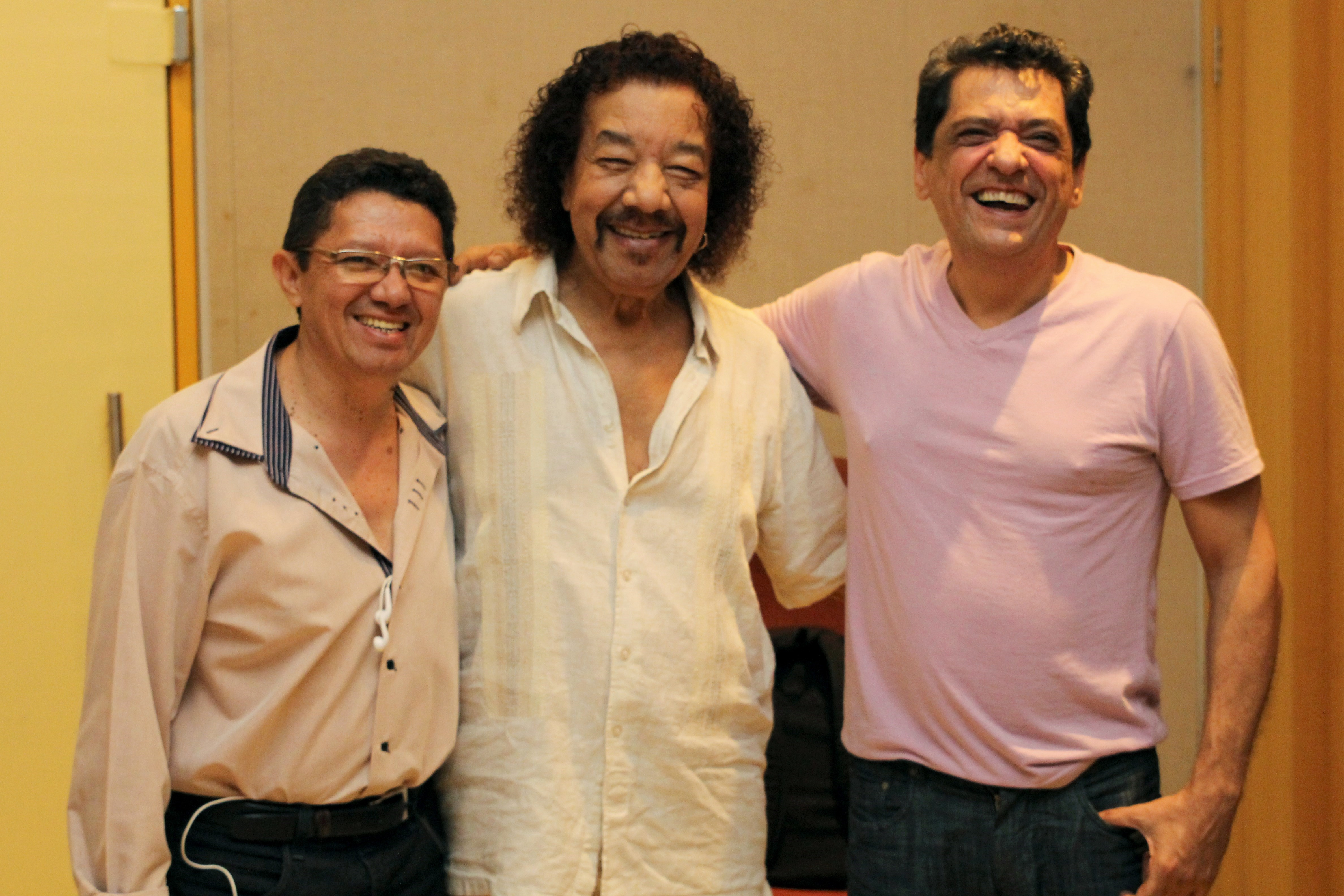
Raul de Souza (2014), zwischen Carlinhos Patriolino und Tito Freitas

Seit Ende der 1990er Jahre wurde mit einem neuerwachten Interesse an lateinamerikanischer Musik in Europa und den USA auch Raul de Souza wieder aktiver. Er veröffentlichte einige CDs und wirkte auch an Tonträgern anderer Musiker mit (etwa Tuna Ötenel). Gemeinsam mit der französischen Saxophonistin Claire Michael, dem Pianisten Jean-Michel Vallet, dem Bassisten Patrick Chartrol und dem Schlagzeuger Thierry Le Gall formierte er 2004 das Quintett Raul de Souza & Claire Michael Group. 2005 veröffentlichte die Gruppe das Elektro-Jazz-Album eLiXiR. Sowohl mit dieser Band, als auch mit alten Weggefährten und jungen Jazzmusikern ist Raul de Souza auch weiterhin in Pariser Clubs und bei Jazz-Events in Frankreich und in seiner brasilianischen Heimat zu hören, wie z. B. beim Festival Amazonas Jazz im Teatro Amazonas von Manaus im Juli 2007. Im Sommer 2008 gab er anlässlich des 50. Jubiläums des Bossa Nova Konzerte bei den Fêtes de Genève und beim INNtöne Jazzfestival in Passau. In Genf trat er mit dem brasilianischen Raul de Souza Quintet auf, wobei ihm Jefferson Sabag (Piano), Mario Conde (Gitarre), Glauco Sölter (Bass) und Endrigo Bettega (Perkussion) zur Seite standen, und in Passau mit der amerikanischen Formation Raul de Souza Quartet, das er mit dem Gitarristen Mike Keneally, dem Bassisten Bryan Beller und dem Schlagzeuger Marco Minnemann bildete.

## Die „Souzabone“
1975 ließ sich Raul de Souza in Los Angeles von dem Instrumentenbauer Dominique Calicio nach eigenen Plänen ein vierventilige Posaune mit bis in den Bassbereich erweitertem Tonumfang und elektrischem Tonabnehmer konstruieren. Er nannte seine Erfindung „Souzabone“, ein  Kofferwort aus Souza und trombone (engl. Posaune). Der amerikanische Pianist und Produzent George Duke beschrieb den Klangcharakter des eigenwilligen Blechblasinstrumentes als eine „Mischung zwischen einer Tenorposaune und einem Waldhorn“.
Raul de Souza erlag 86-jährig seiner längeren Krebserkrankung.

## Diskografie
- À Vontade Mesmo (RCA Brazil, 1965)
- International Hot (whatmusic, 1968)
- Pra Frente Brasil (1970)
- Colors (Milestone, 1974)
- Sweet Lucy (Capitol, 1977)
- Don’t Ask My Neighbors (Capitol, 1978)
- Til Tomorrow Comes (Capitol, 1979)
- Via Volta (Top Tape, 1986)
- 20 Preferidas: Raul de Souza (RGE, 1996)
- Rio (Mix House/Eldorado, 1998) zusammen  mit Conrad Herwig
- No Palco! Raul de Souza (Inter CD Records, 2000)
- Splendid Night (Media 7/Next Music, 2003)
- eLiXiR (Tratore, 2005)
- Jazzmin (Biscoito Fino, 2006)
- Soul & Creation (Phantom Sound & Vision, 2008)
- Bossa Eterna (Biscoito Fino, 2008) anlässlich des 50. Jubiläums des Bossa Nova
- Brazilian Samba Jazz (Encore Merci, 2016)
- Blue Voyage (Selo Sesc, 2018)
- Curitiba 58 (Gramofone, 2020)
- Plenitude (PAO, 2021)